# Bulbophyllum setigerum
Bulbophyllum setigerum là một loài phong lan thuộc chi Bulbophyllum.